# Igreja da Misericórdia (Portalegre)
A Igreja da Misericórdia, também referida como Igreja da Misericórdia e Consistório, Igreja da Misericórdia e Casa do Consistório, Hospital e Igreja da Santa Casa da Misericórdia de Portalegre e Conservatório Regional de Portalegre, é um edifício histórico localizado na atual freguesia da Sé e São Lourenço, na cidade e no Município de Portalegre, no Distrito de Portalegre, em Portugal. Funciona atualmente como Auditório Municipal.
Está classificada como Imóvel de Interesse Público desde 1944.

## História
Quando a Rainha D. Leonor, esposa de João II de Portugal, criou as Misericórdias para sustento dos pobres e outros atos de caridade, o desempenho das mesmas ficou a cargo de Frei Miguel Contreras.
Antes chamavam-lhes Palácios de Caridade. Contreras começou a palmilhar o país enraizando as Misericórdias em cada lugar onde passava. Formaram-se irmandades e a elas associou a Igreja. As Misericórdias eram quase sempre dirigidas por pessoas da vida sacerdotal.
Acabada a confraria, que antes ali se encontrava, a Misericórdia ficou com todas as pensões do hospital e suas dependências.
Passo a passo a Misericórdia foi progredindo e, em 1789 tinha prédios rústicos e urbanos.

## Capela do Espírito Santo ou Igreja e Hospital da Santa Casa da Misericórdia de Portalegre

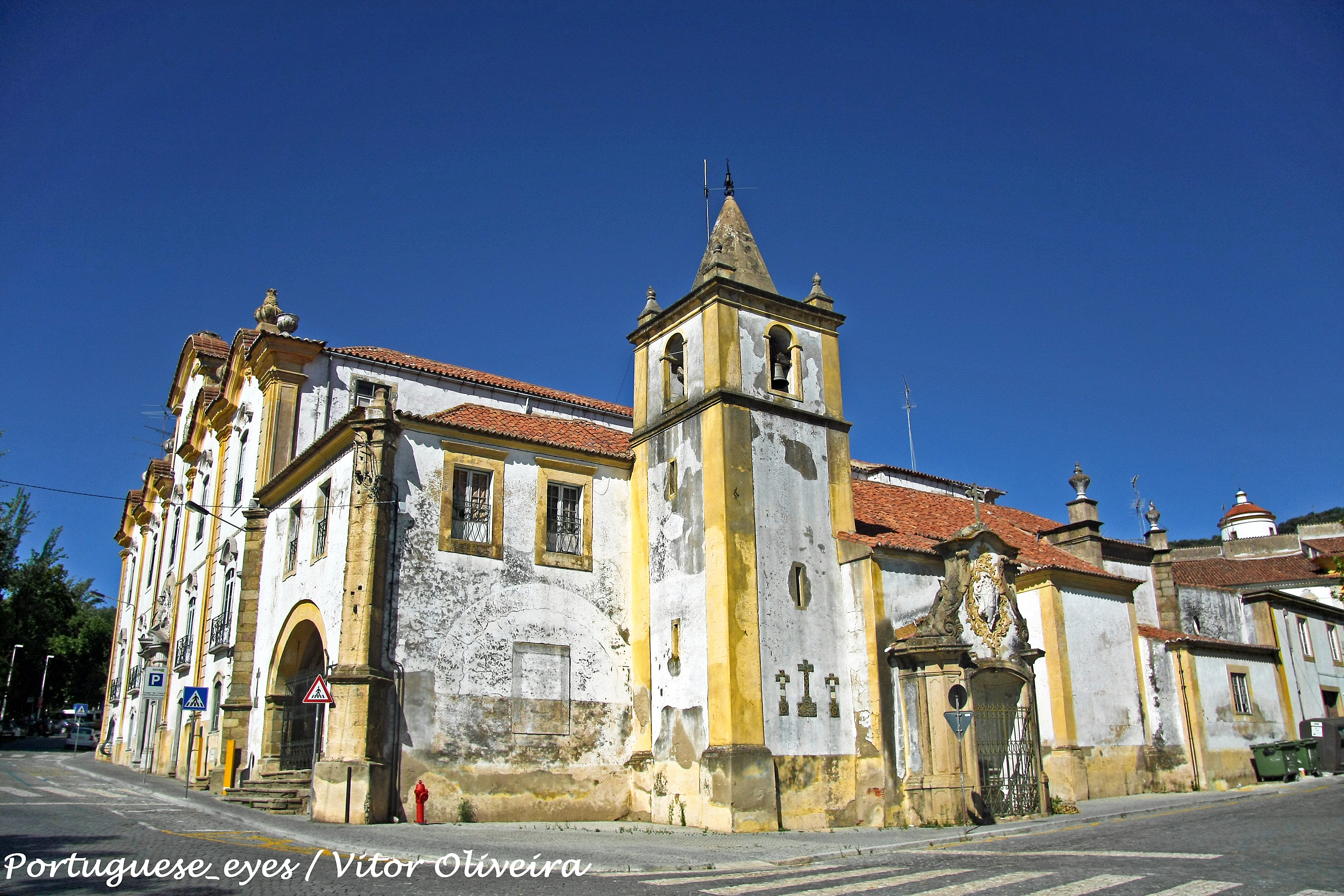
Capela do Espírito Santo, ou Igreja e Hospital da Santa Casa da Misericórdia de Portalegre

A Igreja e Hospital da Santa Casa da Misericórdia de Portalegre, também referido como Capela do Espírito Santo, foi um edifício construido posteriormente onde a Misericórdia de Portalegre desenvolveu a sua atividade hospitalar.
Atualmente, este antigo Hospital da Misericórdia de Portalegre acolhe um Lar de 3ª Idade.